# Край «Дикий Захід» (1 сезон)
Прем'єра першого сезону американського науково-фантастичного вестерн-серіалу «Край „Дикий Захід“» (із підзаголовком «Лабіринт», The Maze) відбулася на каналі HBO з 2 жовтня по 4 грудня 2016 року та складалася з десяти епізодів.
Телесеріал створений Джонатаном Ноланом і Лізою Джой, оснований на однойменному фільмі 1973 року, сценаристом і режисером якого був Майкл Крайтон. У першому сезоні знявся акторський ансамбль на чолі з Еван Рейчел Вуд, Тенді Ньютон, Джеффрі Райтом, Джеймсом Марсденом, Едом Гаррісом та Ентоні Хопкінсом.
Перший сезон отримав схвалення критиків, особливо за візуальні ефекти, історію та виконання. Серіал отримав сім номінацій на 69-й церемонії вручення премії Emmy прайм-тайм, у тому числі за найкращий драматичний серіал, однак не виграв у жодній категорії.

## Короткий виклад сюжету
У 2050-х роках компанія Delos Inc. керує кількома тематичними парками розваг, включно з парком «Дикий Захід» (Westworld) на тему американського Старого Заходу. Кожне середовище населене біомеханічними роботами-андроїдами (hosts), яких неможливо відрізнити від людей. Вони запрограмовані на виконання будь-якого бажання гостей і беруть участь у будь-яких насильницьких та/або сексуальних діях і піддаються їм. Однак, програмування андроїдів унеможливлює заподіяння шкоди будь-якій живій істоті та не дозволяє завдати шкоди гостям. Оператори парку створюють сюжети для цих андроїдів під час взаємодії з гостями, але спогади андроїдів стираються після завершення кожного сюжету. Delos Inc. стверджує, що андроїди, будучи машинами і, отже, нездатними відчувати біль, не можуть зазнати справжньої шкоди через ці сценарії.
Співзасновник парку розваг «Дикий Захід» (Westworld) Роберт Форд уносить зміни в програмування андроїдів парку нібито як частину нового сюжету, в якому вони задіяні, але має на меті заохотити найстарішого діючого андроїда, Долорес Абернаті, знайти славнозвісний «центр лабіринту», який надає андроїдам здатність досягти чуттєвості. Останнє було метою померлого співзасновника парку Арнольда Вебера, а згодом і самого Форда. Інші андроїди постраждали від цих змін, створюючи плутанину серед персоналу парку та гостей, і змушуючи правління Delos засумніватися у здатності Форда керувати парком. Зрештою Долорес набуває чуттєвості, і на святкуванні, на якому були присутні члени правління Delos, Форд оголошує свій новий сюжет: повстання андроїдів проти персоналу та гостей парку, яке починається з того, що Долорес вбиває Форда та багатьох гостей вечірки у загальній паніці.

## Актори та персонажі
| - Еван Рейчел Вуд — Долорес Абернаті - Тенді Ньютон — Мейв Міллі - Джеффрі Райт — Бернард Лоу / Арнольд Вебер - Джеймс Марсден — Тедді Флад - Інгрід Болсе Бердал — Армістіс - Люк Гемсворт — Ешлі Стаббз - Сідсе Бабетт Кнудсен — Тереза Каллен - Саймон Квотерман — Лі Сайзмор - Родріго Санторо — Гектор Ескатон - Анджела Сарафян — Клементина Пенніфезер - Шеннон Вудворд — Елсі Г'юз - Ед Гарріс — Людина в чорному - Ентоні Гопкінс — Роберт Форд - Бен Барнс — Логан Делос - Кліфтон Колінз-молодший — Лоуренс Гонзалес / Ель Лазо - Джиммі Сімпсон — Вільям - Тесса Томпсон — Шарлотта Гейл | - Льюїс Гертум — Пітер Абернаті - Стівен Огг — Ребус - Браян Гоу — шериф Пікетт - Деметріус Гроссе — заступник Фосс - Птолемі Слокам — Сільвестр - Леонардо Нем — Фелікс Лутц - Талула Райлі — Анжела - Ізабелла Альварес — донька Лоуренса - Джасмін Рей — донька Мейв - Олівер Белл — Маленький хлопчик - Пол-Мікель Вільямс — Шарлі - Сорін Браверс — Ваятт - Джеймс Лендрі Геберт — Слім Міллер | - Майкл Вінкотт — Старий Білл - Бредфорд Тетум — бармен / новий Пітер Абернаті - Едді Роуз — Кіссі - Кайл Борнгаймер — Кларенс - Лена Георгас — Лорі - Каррі Грем — Крейг - Джина Торрес — Лорен Вебер - Кріс Браунінг — Холден - Едді Шин — Генрі Лі - Бояна Новакович — Марті - Шерман Августус — маршал Прюїтт - Лілі Бордан — ворожка - Вейд Вільямс — капітан Норріс - Джонні Пасвольський — Кривавий Джиммі - Алістер Дункан — батько в котеджі - Лілі Сіммонс — нова Клементина Пенніфезер |

## Епізоди
| № серії (загалом) | № серії (в сезоні) | Назва серії                                             | Режисер(и)         | Сценарист(и)                                                                                | Оригінальна дата показу | Код серії | Глядачів США (млн) |
| ----------------- | ------------------ | ------------------------------------------------------- | ------------------ | ------------------------------------------------------------------------------------------- | ----------------------- | --------- | ------------------ |
| 1                 | 1                  | «Оригінал» «The Original»                               | Джонатан Нолан     | Сюжет: Джонатан Нолан, Ліза Джой та Майкл Крайтон Телесценарій: Джонатан Нолан та Ліза Джой | 2 жовтня 2016           | 276083    | 1,96               |
| 2                 | 2                  | «Банальний роман» «Chestnut»                            | Річард Дж. Льюїс   | Джонатан Нолан та Ліза Джой                                                                 | 7 жовтня 2016           | 4X6152    | 1,50               |
| 3                 | 3                  | «Волоцюга» «The Stray»                                  | Ніл Маршалл        | Ліза Джой і Деніел Т. Томсен                                                                | 16 жовтня 2016          | 4X6153    | 2,10               |
| 4                 | 4                  | «Теорія дисонансу» «Dissonance Theory»                  | Вінченцо Наталі    | Ед Брубейкер і Джонатан Нолан                                                               | 23 жовтня 2016          | 4X6154    | 1,70               |
| 5                 | 5                  | «Контрапасо» «Contrapasso»                              | Джонні Кемпбелл    | Сюжет: Ліза Джой і Домінік Мітчелл Телесценарій: Ліза Джой                                  | 30 жовтня 2016          | 4X6155    | 1,49               |
| 6                 | 6                  | «Супротивник» «The Adversary»                           | Фредерік І. О. Туа | Геллі Гросс і Джонатан Нолан                                                                | 6 листопада 2016        | 4X6156    | 1,64               |
| 7                 | 7                  | «Оптичний обман» «Trompe L'Oeil»                        | Фредерік І. О. Туа | Геллі Гросс і Джонатан Нолан                                                                | 13 листопада 2016       | 4X6157    | 1,75               |
| 8                 | 8                  | «Згасання слідів» «Trace Decay»                         | Стівен Вільямс     | Чарльз Ю та Ліза Джой                                                                       | 20 листопада 2016       | 4X6158    | 1,78               |
| 9                 | 9                  | «Добре темперований клавір» «The Well-Tempered Clavier» | Мішель Макларен    | Ден Дітц і Кетрін Лінгенфельтер                                                             | 27 листопада 2016       | 4X6159    | 2,09               |
| 10                | 10                 | «Бікамеральний розум» «The Bicameral Mind»              | Джонатан Нолан     | Ліза Джой і Джонатан Нолан                                                                  | 4 грудня 2016           | 4X6160    | 2,24               |

## Виробництво
Джеррі Вайнтрауб роками наполягав на рімейку фільму 1973 року, і після свого успіху з серіалом HBO «За канделябрами» він переконав канал дати дозвіл на пілотну серію. Він передав проєкт Джонатану Нолану та співавтору сценарію Лізі Джой, які побачили в концепції потенціал для створення чогось набагато амбітнішого, і 31 серпня 2013 року було оголошено, що преміальний кабельний канал HBO замовив пілотний проєкт потенційної телесеріальної версії з виконавчими продюсерами Ноланом, Джой, Джей Джей Абрамсом, Джеррі Вайнтраубом і Браяном Берком.
Пізніше HBO оголосив, що «Край „Дикий Захід“» було взято в роботу як серіал і що його прем'єра відбудеться в 2015 році. 9 серпня 2015 HBO опублікував перший тизер, який показав, що прем'єра відбудеться в 2016 році. Повідомляється, що перший сезон із десятьма епізодами був створений із бюджетом приблизно 100 мільйонів доларів, і з бюджетом на серію приблизно від 8 до 10 мільйонів доларів США, а виробництво лише пілотного епізоду коштувало 25 мільйонів доларів. HBO і Warner Bros. Television розділили витрати на виробництво серіалу; повідомляється, що HBO також заплатив нерозголошену ліцензійну плату останньому на права трансляції.

### Кастинг
Кастинг для серіалу було розпочато 22 липня 2014, коли Ентоні Хопкінс і Еван Рейчел Вуд були прийняті першими на ролі Форда та Долорес відповідно. 6 серпня до головного акторського складу увійшли Джеффрі Райт, Родріго Санторо, Шеннон Вудворд, Інгрід Болсе Бердал, Анджела Сарафян, Саймон Квотерман, Джеймс Марсден, Ед Харріс і Тенді Ньютон.
Едді Роуз, що з'являється у ролі Кіссі, помер 7 грудня 2014 року, а Міранда Отто, обрана на роль Вірджинії Піттман, покинула серіал у липні 2015 року після того, як персонажа було перепрофільовано та замінено на Сідсе Бабетт Кнудсен. Крім того, було оголошено, що до акторського складу приєдналися Кліфтон Коллінз-молодший, Ейон Бейлі та Джиммі Сімпсон. Бейлі залишив свою роль через тиждень, і замість нього був підписаний Бен Барнс. Тесса Томпсон приєдналася 18 вересня.

### Знімання
Знімання пілотного епізоду шоу відбувалося з 29 серпня 2014 року, воно тривало 22 дні у Лос-Анджелесі та його околицях, а також у Моабі, штат Юта. Місця знімання у Каліфорнії включали різні звукові сцени, бек-лоти в Universal Studios і Warner Bros., ранчо Paramount в Агурі, ранчо Melody в Санта-Кларіті, культурний центр Skirball, конференц-центр Лос-Анджелеса і Pacific Design Center у Західному Голлівуді. Ранчо Melody, яке використовувалося для містечка Світвотер (Sweetwater), раніше задіювалося у багатьох вестернах, таких як Джанго вільний і Чудова сімка, але було суттєво вдосконалено для Westworld художником-постановником Заком Гроблером, щоб зобразити ідеалізовану версію американського фронтиру. Навколо каліфорнійських знімальних майданчиків розмістили хромакеї, щоб заблокувати сучасні об'єкти, як-от стоянки, і згодом кадри Каліфорнії об'єднали з екстер'єрами штату Юта. Для сцен, що показують прибуття гостей, автори фільму змогли домовитися з історичною залізницею Fillmore and Western Railway про використання невеликого поїзда, побудованого для фільму «Самотній рейнджер» 2013 року. F&W також надали кілька сотень футів колії для розміщення поїзда; також був використаний штовхач, який штовхав потяг до Світвотеру. Сцени в підземних лабораторних рівнях операційного центру Westworld були зняті на звуковій сцені на ранчо Melody. У лабораторії широко використовувалися скляні стіни, що означало, що команда повинна була бути пильною, щоб не проходити крізь скло на досить темному знімальному майданчику, і слід було постійно виявляти та придушувати небажані відблиски. Hawthorne Plaza (Готорн, Каліфорнія) використовувався для знімання «холодного складу», де зберігаються списані андроїди.
Виробництво тимчасово призупинялося на декілька місяців на початку 2016 року, щоб шоуранери Нолан і Джой змогли завершити сценарії для останніх чотирьох епізодів першого сезону. Кульмінаційний момент фіналу першого сезону знімали на ранчо Paramount у квітні 2016, на знімальному майданчику було близько 300 людей. Знімальна група витратила на знімальний майданчик десять днів у травні, модифікуючи конструкції, наприклад каплицю, щоб «інтелектуальна власність HBO [не була] порушена».

### Музика
29 грудня 2014 року композитором серіалу було обрано Раміна Джаваді, який раніше працював з Джонатаном Ноланом над американським серіалом Person of Interest. Для створення основної теми Джаваді змішав використання басових нот, легких арпеджіо та мелодій, сподіваючись доповнити ідею парку розваг як основної теми. Саундтрек містив оригінальні композиції, але поряд із тим Джаваді написав кавери на кілька популярних речей для фортепіано та струнних.
Альбом, виданий 5 грудня 2016 року, включає тридцять чотири твори, створені або аранжовані для серіалу. Альбом містить переважно оригінальні композиції Джаваді, а також деякі його кавери на Radiohead, The Rolling Stones, Soundgarden, The Animals і The Cure. Саундтрек отримав схвальні відгуки та посів 190 місце в американському чарті Billboard 200. Міжнародна асоціація кінокритиків номінувала його як «найкращу оригінальну музику до телесеріалу».
EP під назвою Westworld: Season 1 (Selections from the HBO Series), що містить треки «Main Title Theme — Westworld», «Black Hole Sun», «Paint It, Black», «No Surprises» та «A Forest», вийшов заздалегідь 31 жовтня 2016 р.

#### Трек-лист
Уся музика Раміна Джаваді, за винятком зазначених.
| #      | Назва                             | Ключові сцени/Примітки                                                                                                  | Тривалість |
| ------ | --------------------------------- | --- | ---------- |
| 1.     | «Main Title Theme - Westworld»    | Використовується для послідовності початкових титрів                                                                    | 1:41       |
| 2.     | «Sweetwater» (Тема парку)         | "The Original": Варіації з різними інструментами можна почути в інших парках у 2 сезоні                                 | 2:53       |
| 3.     | «Black Hole Sun»                  | "The Original": Трек є фортепіанною обробкою однойменної пісні від Soundgarden                                          | 2:29       |
| 4.     | «Paint It Black»                  | "The Original": Трек є оркестровим аранжуванням однойменної пісні The Rolling Stones                                    | 5:44       |
| 5.     | «This World» (Тема Долорес)       | "The Original" | 2:29       |
| 6.     | «Online»                          | "The Original": М'яка електронна варіація «Sweetwater»                                                                  | 4:19       |
| 7.     | «No Surprises»                    | "Chestnut": Трек є фортепіанною обробкою однойменної пісні Radiohead                                                    | 4:02       |
| 8.     | «Dr. Ford»                        | "Chestnut": Фраза А є особистою темою доктора Форда. Фраза B є темою кодингу та нового сюжету                           | 5:30       |
| 9.     | «A Forest»                        | "Dissonance Theory": Трек є фортепіанною обробкою однойменної пісні The Cure                                            | 2:48       |
| 10.    | «Reveries»                        | "Chestnut": М'яка електронна варіація «Dr. Ford»                                                                        | 3:00       |
| 11.    | «Nitro Heist»                     | "The Stray": Життєрадісна, бойовикова варіація «Sweetwater»                                                             | 3:31       |
| 12.    | «Motion Picture Soundtrack»       | "The Adversary": Трек є фортепіанною обробкою однойменної пісні, створеної Vitamin String Quartet з пісні Radiohead     | 2:42       |
| 13.    | «Freeze All Motor Functions»      | "The Adversary": Тема повстання Мейв                                                                                    | 3:03       |
| 14.    | «Pariah»                          | "Contrapasso": Декадентська варіація «Sweetwater»                                                                       | 3:08       |
| 15.    | «Fake Plastic Trees»              | "The Adversary": Трек є фортепіанною обробкою однойменної пісні Radiohead                                               | 2:14       |
| 16.    | «MIB» (Тема «Чоловіка в чорному») | "The Original" | 3:06       |
| 17.    | «The Maze»                        | "Chestnut": Друга половина розвиває мелодію, пов'язану з пошуком Лабіринту                                              | 4:05       |
| 18.    | «House of the Rising Sun»         | "Trace Decay": Трек є фортепіанною обробкою однойменної пісні The Animals                                               | 1:24       |
| 19.    | «Trompe L'Oeil»                   | "The Bicameral Mind" | 5:04       |
| 20.    | «What Does This Mean» (Тема Мейв) | "Contrapasso" | 3:04       |
| 21.    | «Something I Can Never Have»      | "Contrapasso": Трек є фортепіанною обробкою однойменної пісні, створеної Vitamin String Quartet з пісні Nine Inch Nails |            |
| 22.    | «White Hats»                      | "Chestnut" | 2:27       |
| 23.    | «Back to Black»                   | "Trace Decay": Трек є фортепіанною обробкою однойменної пісні Емі Вайнгаус                                              | 1:58       |
| 24.    | «No One's Controlling Me»         | "Contrapasso": Містить електронну варіацію «This World»                                                                 | 1:59       |
| 25.    | «Memories»                        | "The Well-Tempered Clavier": Мотив, тісно пов'язаний із попередньою збіркою Мейв, а також зі спогадами загалом          | 3:44       |
| 26.    | «No Surprises» (страйд)           | "Chestnut": Кавер на пісню Radiohead                                                                                    | 2:37       |
| 27.    | «Violent Delights»                | "The Bicameral Mind": Електронна варіація «Sweetwater»                                                                  | 4:58       |
| 28.    | «Someday»                         | "The Bicameral Mind": Варіація «This World»                                                                             | 3:40       |
| 29.    | «Sweetwater Stride»               | "The Original" | 0:41       |
| 30.    | «Do They Dream»                   | "Chestnut": Варіація «Memories»                                                                                         | 1:48       |
| 31.    | «The Stray»                       | "The Stray": Містить мотив, пов'язаний з інтригою, що розвивається всередині Лабіринту                                  | 2:18       |
| 32.    | «Bicameral Mind»                  | "The Bicameral Mind" | 4:25       |
| 33.    | «Exit Music (For a Film)»         | "The Bicameral Mind": Трек є оркестровим аранжуванням однойменної пісні Radiohead                                       | 4:26       |
| 34.    | «Rêverie»                         | "The Stray": Оркестрове аранжування однойменної фортепіанної п'єси Дебюссі, L¹.68                                       | 1:42       |
| 103:57 |                                   | |            |

#### Чарти
| Чарт (2016)       | Найвища позиція |
| ----------------- | --------------- |
| США Billboard 200 | 190             |

#### Нагороди та номінації
| рік      | Нагорода                                                               | Категорія                                       | Номінант(и) | Результат | Ref.   |
| -------- | ---------------------------------------------------------------------- | ----------------------------------------------- | ----------- | --------- | ------ |
| 2016 рік | Міжнародна асоціація кінокритиків                                      | Найкраща оригінальна музика до телесеріалу      |             | Номінація | [ 47 ] |
| 2017 рік | 69-та церемонія вручення премії Emmy Awards у сфері творчого мистецтва | Видатна оригінальна основна назва музичної теми |             | Номінація | [ 48 ] |

## Прийняття

### Критика
Перший сезон прийняли переважно позитивно, з особливою похвалою за візуальні ефекти, сюжет та гру. На сайті оглядів Rotten Tomatoes рейтинг схвалення першого сезону становить 87 % на основі 384 відгуків із середнім рейтингом 8,15/10; середній бал епізоду становить 94 %. Консенсус критиків сайту звучить так: «Завдяки вражаючому рівню якості, яким вшановується вихідний матеріал, дивовижний захопливий Westworld балансує розумну, захоплюючу драму з відвертим божевіллям». На Metacritic перший сезон отримав середню оцінку 74 зі 100 на основі 43 оглядів, що вказує на «загалом схвальні відгуки».

### Рейтинги
Прем'єра серіалу мала трохи меншу кількість глядачів, ніж «Справжній детектив», але набагато кращу, ніж «Вініл», що означало «…початок досить багатообіцяючий…». Менді Адамс з iTechPost зазначила, що «емоційна реакція в Twitter була на 545 відсотків вищою порівняно з дебютом Vinyl і на 326 відсотків вищою, ніж останній сезон The Leftovers». Прем'єрний епізод зібрав 3,3 мільйона глядачів трьох трансляцій у неділю ввечері, а також на потокових платформах HBO. Середня загальна кількість глядачів першого сезону становила 12 мільйонів, що зробило його найпопулярнішим першим сезоном серіалу HBO, а TorrentFreak оцінив Westworld як третє телевізійне шоу 2016 року за кількістю торрентів.
| №  | Заголовок                   | Дата прем'єри     | Рейтинг (18–49) | Глядачів (млн) | DVR (18–49) | DVR глядачів (18–49) | Всього (18–49) | Всього глядачів (млн) |
| -- | --------------------------- | ----------------- | --------------- | -------------- | ----------- | -------------------- | -------------- | --------------------- |
| 1  | «The Original»              | 2 жовтня 2016     | 0.8             | 1.96           | Н/Д         | Н/Д                  | Н/Д            | Н/Д                   |
| 2  | «Chestnut»                  | 9 жовтня 2016     | 0.7             | 1.50           | 0.6         | 1.41                 | 1.3            | 2.91                  |
| 3  | «The Stray»                 | 16 жовтня 2016    | 0.9             | 2.10           | 0.6         | 1.30                 | 1.5            | 3.40                  |
| 4  | «Dissonance Theory»         | 23 жовтня 2016    | 0.7             | 1.70           | 0.7         | 1.58                 | 1.4            | 3.28                  |
| 5  | «Contrapasso»               | 30 жовтня 2016    | 0.6             | 1.48           | 0.8         | 1.63                 | 1.4            | 3.11                  |
| 6  | «The Adversary»             | 6 листопада 2016  | 0.7             | 1.64           | 0.7         | 1.48                 | 1.4            | 3.11                  |
| 7  | «Trompe L'Oeil»             | 13 листопада 2016 | 0.8             | 1.75           | Н/Д         | Н/Д                  | Н/Д            | Н/Д                   |
| 8  | «Trace Decay»               | 20 листопада 2016 | 0.8             | 1.78           | 0.7         | 1.56                 | 1.5            | 3.34                  |
| 9  | «The Well-Tempered Clavier» | 27 листопада 2016 | 1.0             | 2.09           | 0.7         | 1.53                 | 1.7            | 3.61                  |
| 10 | «The Bicameral Mind»        | 4 грудня 2016     | 1.0             | 2.24           | 0.7         | 1.51                 | 1.7            | 3.75                  |

### Подяки
На 69-й церемонії вручення нагород Emmy прайм-тайм Westworld отримав сім номінацій: за найкращий драматичний серіал, найкращу чоловічу роль у драматичному серіалі (Гопкінс), найкращу головну жіночу роль у драматичному серіалі (Вуд), найкращу чоловічу роль другого плану в драматичному серіалі (Райт), найкращу жіночу роль другого плану в драматичному серіалі (Ньютон), найкращу режисуру для драматичного серіалу та найкращий сценарій для драматичного серіалу. Серіал не переміг у жодній категорії.
Серіал також отримав три номінації на 74-й церемонії вручення премії «Золотий глобус»: найкращий телевізійний серіал — драма, найкраща жіноча роль у телевізійному серіалі — драма (Вуд) і найкраща жіноча роль другого плану — серіал, міні-серіал або телефільм (Ньютон). Westworld знову не виграв у жодній категорії. Ньютон отримала додаткову номінацію за свою гру на 23-й церемонії вручення нагород Гільдії кіноакторів, а основний акторський склад отримав номінацію за найкращу гру в драматичному серіалі.
Серіал здобув нагороду Вибір телевізійних критиків за найцікавіший новий серіал, найкращу жіночу роль у драматичному серіалі (Вуд) і найкращу жіночу роль другого плану в драматичному серіалі (Ньютон) на 7-й церемонії вручення нагород Critics' Choice Television Awards. Він також був номінований на найкращий драматичний серіал, поступившись «Грі престолів». Вуд виграла премію «Супутник» за найкращу жіночу роль у телевізійному драматичному серіалі на 21-й церемонії нагородження, де вона також була номінована на премію «Супутник» за найкращий жанровий телесеріал, поступившись «Чужоземці».